# Gatis Čakšs
Gatis Čakšs (ur. 13 czerwca 1995) – łotewski lekkoatleta specjalizujący się w rzucie oszczepem.
W 2011 był ósmy na mistrzostwach świata juniorów młodszych. Finalista mistrzostw Europy juniorów (2013). Zdobył złoty medal podczas rozegranych w 2014 roku mistrzostw świata juniorów.
Rekord życiowy: 87,57 (9 czerwca 2021, Eisenstadt).

## Osiągnięcia
| Rok  | Impreza                                  | Miejsce   | Pozycja           | Wynik |
| ---- | ---------------------------------------- | --------- | ----------------- | ----- |
| 2011 | Mistrzostwa świata juniorów młodszych    | Lille     | 8. miejsce        | 66,94 |
| 2013 | Mistrzostwa Europy juniorów              | Rieti     | 12. miejsce       | 63,90 |
| 2014 | Mistrzostwa świata juniorów              | Eugene    | 1. miejsce        | 74,04 |
| 2015 | Młodzieżowe mistrzostwa Europy           | Tallinn   | 10. miejsce       | 72,48 |
| 2017 | Młodzieżowe mistrzostwa Europy           | Bydgoszcz | 8. miejsce        | 74,44 |
| 2018 | Mistrzostwa Europy                       | Berlin    | el. – 13. miejsce | 78,13 |
| 2019 | II liga drużynowych mistrzostw Europy    | Varaždin  | 2. miejsce        | 77,23 |
| 2019 | Mistrzostwa świata                       | Doha      | el. – 21. miejsce | 79,94 |
| 2021 | Igrzyska olimpijskie                     | Tokio     | el. – 18. miejsce | 78,73 |
| 2022 | Mistrzostwa Europy                       | Monachium | el. – 17. miejsce | 74,63 |
| 2023 | Mistrzostwa świata                       | Budapeszt | el. – 33. miejsce | 73,42 |
| 2024 | Mistrzostwa Europy                       | Rzym      | el. – 14. miejsce | 79,22 |
| 2024 | Igrzyska olimpijskie                     | Paryż     | el. –             | NM    |
| 2025 | II dywizja drużynowych mistrzostw Europy | Maribor   | 9. miejsce        | 71,12 |